# Holocentropus discedens
Holocentropus discedens là một loài Trichoptera hóa thạch trong họ Polycentropodidae.